# Zamek w Bracławiu
Zamek w Bracławiu – nieistniejący zamek położony w Bracławiu.
Jako gród wzmiankowany w 1362 roku, założony przez wielkiego księcia litewskiego Giedymina przy ujściu rzeki Puczywki do Bohu. Litwini wznieśli na ziemiach ruskich szereg zamków obronnych, m.in. w Kijowie, Czerkasach, Żytomierzu, Łucku, Ostrogu, Kamieńcu Podolskim, Bracławiu, Winnicy i Kaniowie. Zabezpieczały one w znacznym stopniu ludność miejscową przed atakami Tatarów. Pierwszy drewniany zamek zbudowali Litwini w XIV wieku. Pierwszy zamek miał tu zbudować książę Konstanty Koriatowicz.
Na początku XV wieku wielki książę litewski Witold odebrał Bracław Koriatowiczom i wyznaczył tu swego starostę. W 1478 roku Tatarzy zdobyli i zniszczyli Bracław. W 1541 roku mieszczanie bracławscy zbuntowali się przeciw rządom królewskiego starosty Fryderyka Prońskiego i utopili dowodzącego załogą zamkową Bohusza Słupicę. Król Aleksander Jagiellończyk wzmocnił zamek przed rokiem 1545, a miasto odbudował. 9 września 1551 roku chan tatarski Dewlet I Girej rozpoczął oblężenie zamku, który burgrabia Bohdan Bohuszewicz Słupica poddał trzy dni później z powodu braku wody. Następnie Tatarzy drewniany zamek spalili, a ludność wzięli w jasyr. W roku 1552 Zygmunt II August nakazał zamek odbudować i osadził tu silną załogę wojskową. Zamek w Bracławiu odbudował na swój koszt książę Kuźma Zasławski, który otrzymał za to prawem kaduka skonfiskowane dobra burgrabiego Bohuszewicza Słupicy.
W październiku 1665 hetman kozacki Piotr Doroszenko razem w 500 osobowym polskim oddziałem z twierdzy w Białej Cerkwi obległ i zdobył zamek w Bracławiu obsadzony przez będących stronnikami Stepana Opary Kozaków pod dowództwem Wasyla Drozda. Rzeczpospolita odzyskała Bracław dopiero na podstawie rozejmu andruszowskiego w 1667 roku.
W 1671 roku w bracławskim zamku zamknęli się Tatarzy z Kozakami. W czasie wojny miasto zostało całkowicie zniszczone. Kozacy wysadzili zamek w powietrze, działa zatopili w rzece, a most zrujnowali.
W 1791 roku na bracławskich polach odbyły się zapewne jedne z ostatnich manewrów Gwardii Pieszej Koronnej, z udziałem księcia Józefa Poniatowskiego.